# Numerov (Mondkrater)
Numerov ist ein Einschlagkrater im Süden der Mondrückseite. 
Der Krater grenzt mit seiner Westseite direkt an den größeren Antoniadi.
Weiter im Osten liegt der ebenfalls größere Zeeman. In Richtung Südpol, der vom Südrand einen Winkelabstand von ca. 17.7° hat, was einem Abstand von rund 530 km entspricht, trifft man auf De Forest.

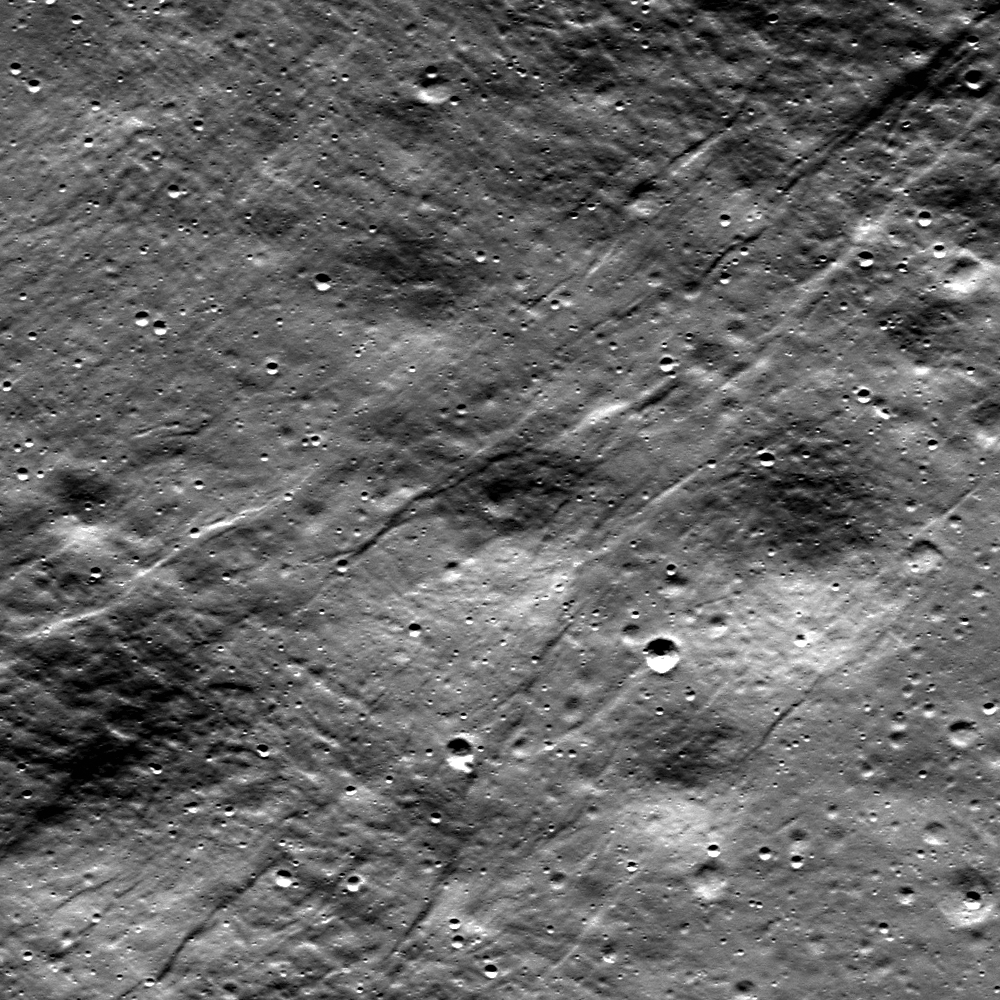
Grabenstrukturen auf dem Kraterboden

Der Krater ist stark erodiert, das relativ ebene Kraterinnere weist eine zentrale Gebirgsformation auf. Aufnahmen des Lunar Reconnaissance Orbiter zeigen Grabenstrukturen auf dem Kraterboden.
Die Entstehungszeit des Kraters wird in die nektarische Periode gelegt.

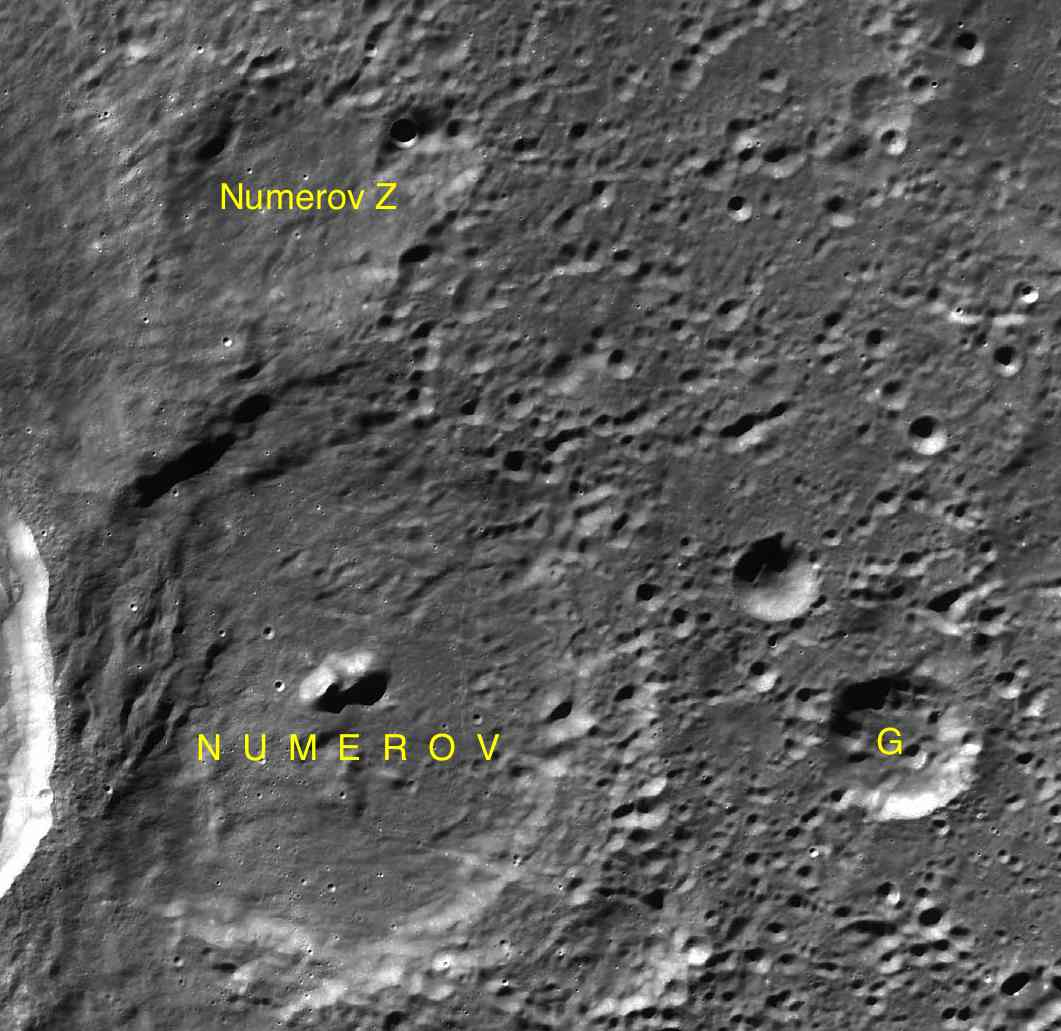
Numerov mit seinen Nebenkratern

Numerov hat zwei mit G und Z bezeichnete Nebenkrater:
| Buchstabe | Position            | Durchmesser | Link |
| --------- | ------------------- | ----------- | ---- |
| G         | 71,3° S, 153,1° W   | 26 km       |      |
| Z         | 67,77° S, 161,56° W | 44 km       |      |

Der Krater wurde 1970 von der IAU offiziell nach dem russischen Astronomen Boris Wassiljewitsch Numerow benannt.